# Faut pas lui dire
Pour plus de détails, voir Fiche technique et Distribution.
Faut pas lui dire est un film belge réalisé par Solange Cicurel, sorti en 2017. Produit par Entre Chien et Loup, ce film est une comédie romantique se situant principalement à Bruxelles, en Belgique. Son tournage s'est déroulé du 7 septembre 2015 au 14 octobre 2015.

## Synopsis
Laura, Eve, Anouch et Yaël sont cousines et ont un point commun, elles mentent mais toujours par amour. Quand les trois premières découvrent quelques semaines avant le mariage de Yaël que son fiancé parfait la trompe, elles votent à l'unisson : « Faut pas lui dire ».

## Fiche technique
Sauf indication contraire, les informations mentionnées dans cette section peuvent être confirmées par la base de données cinématographiques IMDb,  présente dans la section « Liens externes ».
- Titre original : Faut pas lui dire
- Titre international : Don't Tell Her
- Réalisation : Solange Cicurel (assistée de Fabrice Couchard)
- Scénario : Solange Cicurel, Jacques Akchoti
- Musique originale : Emilie Gassin et Ben Violet
- Photographie : Hichame Alaouie
- Son : Quentin Collette, Elsa Ruhlmann
- Décors : Françoise Joset
- Costumes : Sophie Van den Keybus
- Maquillage : Rachel Beeckmans
- Montage : Yannick Leroy
- Production : Diana Elbaum
- Sociétés de production : Entre Chien et Loup, Orange Studio, Proximus, avec la participation de la RTBF et le soutien du Centre du Cinéma et de l'Audiovisuel de la Fédération Wallonie-Bruxelles, du Tax shelter, Casa Kafka Pictures et la participation d'OCS et HD1
- Distribution : Cineart, Sony Pictures Releasing France ( France)
- Format : couleur
- Pays d'origine :  Belgique -  France
- Langue originale : français
- Genre : comédie romantique
- Durée : 96 minutes
- Dates de sortie : Belgique et France - 4 janvier 2017, Espagne - 5 janvier 2018
- Box-office France : 146 759 entrées[2]

## Distribution
- Jenifer Bartoli : Laura Brunel
- Tania Garbarski : Anouch Arsalian

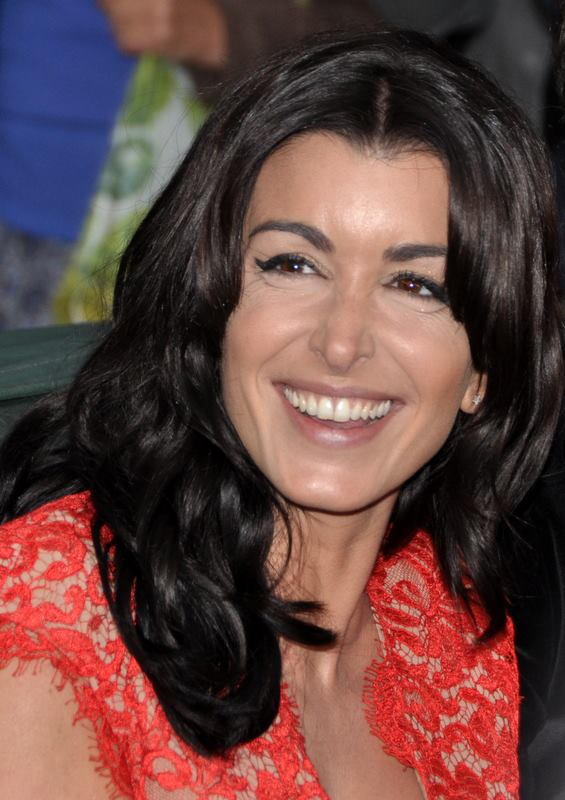
La chanteuse Jenifer Bartoli, dont c'est le second essai au cinéma.

- Stéphanie Crayencour : Yael Bergman
- Camille Chamoux : Eve Brunel
- Arié Elmaleh : Maxime Delcourt
- Stéphane Debac : David
- Charlie Dupont : Jonathan Levi
- Fabrizio Rongione : Alain Grégoire
- Laurent Capelluto : Daniel Kantarian
- Clément Manuel : Stéphane Jonet
- Benjamin Bellecour : Ben Rosen
- Brigitte Fossey : Violette
- Lola Petit : Nina
- Raphaëlle Bruneau : avocate
- Amaury de Crayencour : l'amant d'Anouch
- Juliette Tresanini : la femme d'Alain Grégoire
- Bwanga Pilipili: Babette
- Nicolas Guillot :	Laurent, le psy
- Juliette Tresanini : Julie, l'ex-femme d'Alain

## Production

### Choix des interprètes
Il s'agit du second film de la chanteuse Jenifer après Les Francis en 2013.

### Tournage
Le film a été principalement tourné à Bruxelles du 7 septembre au 14 octobre 2015.

### Musiques additionnelles
Sauf indication contraire, les informations mentionnées dans cette section peuvent être confirmées par le générique de fin de l'œuvre audiovisuelle présentée ici, ainsi que par la base de données cinématographiques IMDb,  présente dans la section « Liens externes ».
- Easy Come Easy Go - Alice on the Roof